# Caccia all'uomo (programma televisivo 1990)
Caccia all'uomo è stato un programma televisivo italiano, andato in onda su Italia 1, dal 09 ottobre 1990 il martedì alle ore 21:30.

## Il programma
Il programma era una sorta di quiz on the road, in cui un concorrente veniva portato in una città a lui sconosciuta dove aveva il compito di rintracciare un personaggio misterioso nel'arco di quaranta minuti di gioco, spostandosi telefonicamente e fisicamente, a bordo di un'auto guidata dallo stesso Jocelyn, autore, regista e conduttore del programma. La persona misteriosa era conosciuta dai suoi concittadini per particolari meriti e vinceva un premio da cinque milioni destinato a sostenere un'attività benefica o socialmente utile.
Per dare il via al gioco, il conduttore mostrava al concorrente una foto della persona da cercare (ovviamente modificata), e alcuni indizi.
Durante il gioco il concorrente poteva comprare una o più buste di diverso valore, che contenevano ulteriori dettagli per la ricerca, ma così facendo, il montepremi diminuiva.
Da casa era possibile seguire ogni fase della ricerca grazie all'utilizzo di più telecamere, alcune delle quali, posizionate su una jeep, consentivano di essere aggiornati circa la posizione del personaggio da rintracciare, ed avevano anche la funzione di svolgere uno sguardo panoramico sui centri storici delle città protagoniste di ogni puntata.